# 38th Milestone
De 38th Milestone is het clubhuis van de TT Riders Association, een vereniging van (oud)-coureurs van de Isle of Man TT. Het staat in het rennerskwartier achter de TT Grandstand in Douglas.
Het stratencircuit van de Isle of Man TT is slechts 37¾ mijl lang en over zijn volle lengte voorzien van wit/blauwe borden na elke mijl. Een echte 38e mijlpaal is er dus niet. 
De TT Riders Association stelt het clubhuis tijdens de Isle of Man TT open voor coureurs en voormalige coureurs om in de drukte van het rennerskwartier een rustige plek te vinden. Men biedt zoals men het zelf zegt: "een kop thee, een plakje cake en een zachte stoel". 